# Northrop P-61 Black Widow
El Northrop P-61 Black Widow, fou un avió bimotor completament metàl·lic i amb dues cues que fou utilitzat com a caça nocturn per les Forces Aèries de l'Exèrcit dels Estats Units a Europa, a la guerra del Pacífic i al Front del mediterrani durant la Segona Guerra Mundial. Fou el primer avió nord-americà operacional en ser dissenyat específicament per a utilitzar el radar en combat nocturn.

## Historial
El P-61 fou considerat com un avió de caça nocturn molt efectiu, no obstant a Europa no va obtenir bones valoracions, ja que se li considerava un aparell lent i vulnerable als avions ràpids de la Luftwaffe i principalment per ser usat en operacions diürnes; en efecte i per cert, en ser comparat seu similar, el bimotor britànic de Havilland DH.98 Mosquito, aquest últim avió el superava en velocitat, maniobrabilitat i taxa d'ascens; però no en l'armament en el qual el P-61 era un veritable eriçó artillat; fou destinat a tasques d'intercepció de les bombes voladores V-1, atac a nusos ferroviaris i emplaçaments enemics a partir de juliol de 1944.
No obstant això, al Pacífic el P-61 tingué millor historial i un ús més versàtil en derrocar avions japonesos en missions nocturnes, atacs a bases i vaixells i missions de reconeixement. El P-61 va tenir moltes dificultats tècniques (principalment amb l'artilleria dorsal) que van ser esmenades en versions posteriors; però també tenia característiques de maniobrabilitat superiors en atac a vol rasant causa de la seva ranurament en les aletes i els seus alerons retràctils, les seves tripulacions el consideraven un avió mortal per l'enemic en combat nocturn.

## Característiques

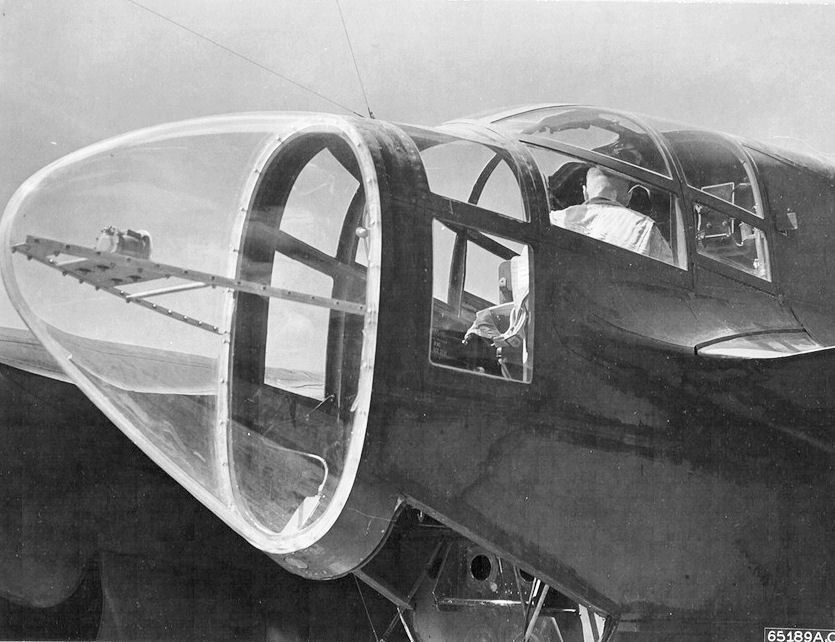
Tancament de vista de la cabina de l'operador de radar d'un P-61 a la part posterior del fuselatge, Illes Mariannes, 20 de juliol del 1944.

El Northrop P-61 Black Widow va ser considerat un avió d'una grandària bastant poc usual per al tipus de missions per a les que fou concebut, la seva tripulació constava de tres homes, un pilot, 1 radarista i un artiller de cua. La disposició de la tripulació no era usual, ja que s'asseien en tàndem en diferents nivells per facilitar les operacions individuals de cada membre de la tripulació. Amb un llarg empenatge de doble cua, amb dos timons de deriva unit a un ampli estabilitzador horitzontal, de disseny molt ergonòmic, el P-61 tenia una grandària i aspecte molt imponent.
Una de les característiques del Black Widow era la seva panoràmica i aerodinàmica cabina de vidre, tant a la part frontal com posterior, encara que el vidre del darrere era propens a les fissures en vols a alta velocitat. Posseïa flaps ranurats i alerons retràctils que li van conferir notables característiques de vol rasant. Generalment estaven pintats en negre mat o en color oliva suau. Com gairebé tots els avions de guerra nord-americans.
Després d'immediatament acabada la guerra es van cancel·lar les comandes a la Northrop i les unitats supervivents fouen retirades el 1952. Actualment alguns pocs exemplars s'exhibeixen en museus com el Museu Dayton d'Ohio.

### Armament
El seu armament era molt contundent, estava armat amb canons Hispano M2 amb visió de tret, muntats en el fuselatge inferior, a la zona dorsal comptava amb una torreta radiocontrolada de forma de semidom aplatat amb 4 metralladores de 12,7 mm, a més de 4 metralladores en fuselatge ventral amb sortida lateral de 20 mm i 4 bombes de 725 kg. Com aviònica, estava dotat d'un radar de recerca SCR-720 (AI Mk.X) situat al nas i un radar posterior d'alerta SCR-695. Tant l'artiller de cua com el radarista estaven dotats de visors òptics de visió nocturna.

### Motor
Estava armat amb dos motors radials Pratt & Whitney R-2800 Double Wasp de 18 cilindres de doble estrella. Dos R-2800-10 de 2.000 hp -65 de 2.00 hp i dos R-2800-73 de 2.800 CV.

## Radar

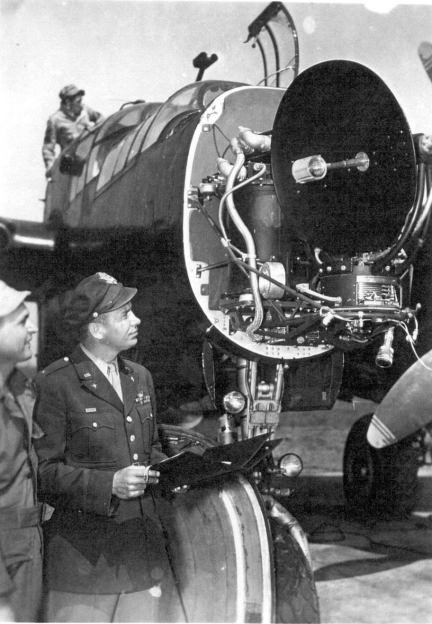
El Radar d'un P-61 Black Widow.

El model de producció del SCR-720A muntat a un transmissor de ràdio d'escaneig al nas de l'aeronau; en la manera de Intercepció Aèria, tenia una gamma de gairebé 8 km (5 milles). També podia funcionar com un dispositiu a l'aire, ajuda a la navegació, o en concert amb unitats FIB interrogador-responedor. L'operador de radar del XP-61, situat en el seu abast dirigia la unitat de seguir-los la pista, vectorització i dirigir el pilot a l'objectiu de radar a través de la instrucció oral. Un cop dins el rang, el pilot utilitzava un àmbit més petit integrat en el panell d'instruments principal de l'aeronau per fer el seguiment i tancament en l'objectiu

## Ús civil
Els avions sobrevivents fouen oferits a les agències governamentals civils, o declarats i posats a la venda al mercat comercial. Cinc fouen finalment posats registres civils
P-61B-1No, AAF Ser. No. 42-39419, havia estat tret per dificultats a Northrop durant la major part de la seva carrera militar, el govern va comprar l'aeronau al final de la guerra. Tenia el número NX30020 de registre civil assignat, s'utilitzava com a transport executiu, com un avió caça de proves de vol, i per a les proves amb equips de navegació avançada. Més tard fou comprat pels Jack Ammann fotogramètrics Enginyers, una empresa fotogràfica de mapatge a Texas; a continuació, el 1963, va ser venut a una companyia aèria petroliera i s'utilitza per a la lluita contra incendis forestals. No obstant això, es va estavellar mentre combatia un incendi el 23 d'agost de 1963, matant el seu pilot.

## Operadors
Estats Units
- Força Aèria de l'Exèrcit dels Estats Units.
- Força Aèria dels Estats Units d'Amèrica

## Especificacions

Els plànols d'un P-61B Black Widow

### Característiques generals
- Tripulació: 2 o 3, pilot, operador de radar, i artiller opcional.
- Longitud: 20,12 m
- Envergadura: 20,12 m
- Altura: 4,47 metres.
- Pes en buit: 10 637 kg.
- Pes carregat: 13 471 kg.
- Pes màxim a l'enlairament: 16 420 kg
- capacitat de combustible:
  - Intern: 2423 Litres (640 Gal).
  - Extern: Fins a quatre dipòsits de combustible extern de 625 o 1.173 litres.

### Rendiment
- Velocitat màxima operativa: 589 km/h a 6100 metres.
- Abast a en combat: 982 km.
- Alcanç en ferri: 3060 km, amb 4 tancs de combustible externs.
- Sostre de servei: 10 600 m.
- Règim d'ascens: 12,9 metres per segon.
- Càrrega alar: 219 kg/m²

### Armament
- Metralladores: 4× Browning M2 de 12,7 mm (.50) en torreta superior controlada remotament, 560 projectils.
- Canons: 4× Hispano M2 de 20 mm muntades al fuselatge ventral, amb 200 projectils.
- Bombes: Per a atac a terra, 4 bombes de fins a 726 kg (1600 lb) cada una o 6 coets HVAR de 127 mm sota les ales. Alguns avions també podien portar una bomba de 454 kg (1000 lb) sota el fuselatge.

### Aviònica
- Radar: Radar de recerca SCR-720 (AI Mk.X).
- Altres: Radar posterior d'alerta SCR-695.